# Свети Фостирије
Свети Фостирије је хришћански светитељ пустињак. Подвизавао се на некој дивљој планини, највероватније у данашњој Турској, где је проводио дане у молитви, посту и бдењу. Живео је у 7. веку.
У хришћанској традицији се помиње да је имао дар од Бога да лечи болести код оних који су му долазили са вером у излечење, као и да му је анђео доносио хлеб са неба. Анђео је сваког дана доносио хлеб и остављао га на једном издвојеном месту, али га Фостирије није могао видети.
После неког времена Фостирије је основао манастир са доста монаха. За време његовог живота сазван је Сабор због иконоборачке јереси на који је и он позван. Његов говор на сабору је имао доста утицаја, тако да су се многи иконоборци преобратили, а многи и постали монаси.
Преминуо је 5. јануара увече, уочи Богојављења. У хришћанској традицији се помиње да је Свети Фостирије чинио многа чуда и после смрти.
Православна црква и Гркокатоличка црква га славе 5. јануара по јулијанском календару, а 18. јануара по грегоријанском календару.